# Handelsbankshuset, Helsingborg
Handelsbankshuset i Helsingborg uppfördes 1903–1904 och ritades av arkitekt Alfred Hellerström. Huset är beläget vid Stortorget, strax öster om Helsingborgs rådhus. I husets nedersta våningsplan återfinns Handelsbanken. På andra och tredje planen finns ägarbostaden. I Helsingborgs stads bevarandeprogram för stadskärnan från 2002 klassificeras byggnaden som "särskilt värdefull bebyggelse" enligt äldre Plan- och bygglagen (3:12§). Tillbyggnaden från 1994 klassificeras dock endast som "byggnad av kompletterande värde".

## Arkitektur
Byggnaden är uppförd i tre våningar i romersk nyrenässans med fasader av karakteristiskt röd övedssandsten. Byggnadskroppen har en närmast kvadratisk plan och är placerad i linje med Rådhusets södra fasad, alltså något indragen jämfört med de resterande byggnadernas fasadliv på Stortorgets norra sida. Bottenvåningen utgör en markerad sockel med växelvis släta och rusticerade stenar i band horisontellt med fasaden, avgränsad från de två övre våningarna av en gördelgesims. Fönstren i bottenvåningen är stora och rundbågiga. I de två övre våningarna är den andra våningens fönster något högre, enligt renässansens mönster med piano nobile, och placerade längs gördelgesimsen, medan tredje våningens fönster är något lägre och placerade med överkanten längs en list under kransgesimsen. Fönstren markeras genom ett diskret ramverk, är vitmålade och finspröjsade. Bankens entré mot Stortorget är placerad i byggnadens mittaxel och markeras av en kolonnförsedd portal, krönt av urnor ovanför gördelgesimsen vid vardera kolonn. Mittaxeln markeras vidare genom att fönstret ovanför porten kröns av en kornisch. Husets hörn mot Stortorget markeras genom sidorisaliter förstärkta av släta hörnkedjor. Andra våningens fönster är i risaliterna något bredare och krönta av kornischer, medan det på tredje våningen finns balkonger i två riktningar, uppburna av konsoler och med balustrad av ärgad koppar. Byggnaden kröns vid takfoten av en liknande balustrad, även denna i ärgad koppar.
Handelsbanken hade under många år sina karaktäristiska mörkblåa markiser monterade över de valvformade fönsterna på bottenplan. Dessa plockades ner den 4 april 2017 och därefter fick byggnaden åter sitt ursprungliga utseende.

## Historik
Huset uppfördes som bankbyggnad åt Bankaktiebolaget Södra Sverige, som bildats 1902, och ritades av arkitekt Alfred Hellerström, som även ritat det intilliggande Rådhuset. Byggmästare var Anders P. Retzner. För att den nya byggnaden inte skulle skymma hans tidigare bygge valde Hellerström att dra in bankens fasad så att denna stod i linje med Rådhusets. Banken är uppförd enligt tidens principer med ett fasadmaterial hämtat från närområdet, nämligen Övedskloster, och en stil som genom sitt utseende uttrycker stabilitet och trygghet. Hellerström valde att hämta inspiration till bankbyggnaden från den italienska renässansen, då det var där bankväsendet utvecklades, och huset bär klara likheter med Villa Cambiaso i Genua, uppförd 1548. Detta skulle kontrastera med Rådhusets nygotiska stil som symboliserade nordeuropeisk stadsgemenskap.
I den ursprungliga planen utgjordes bottenvåningen av butikslokaler, medan bankens lokaler låg på andra våningen. På tredje våningen förlades två bankdirektörsbostäder med två balkonger vardera. När Bank AB Södra Sverige köptes upp av Svenska Handelsbanken år 1919 genomfördes en större ombyggnad av bankens interiör efter ritningar från Malmös stadsarkitekt August Stoltz där bland annat banklokalerna flyttades ner till bottenvåningen. Mellan 1993 och 1994 uppfördes en mindre tillbyggnad i postmodernistisk stil på tomten strax norr om banken. Tillbyggnaden är anpassad efter den äldre byggnaden, bland annat genom användningen av röd sandsten, dock inte övedsandsten, som inte längre producerades vid byggnadstillfället.